# Marianne van der Torre
Marianne van der Torre (18 agosto 1961) è un'ex tennista olandese.

## Carriera
In carriera ha vinto un titolo di doppio, il Borden Classic nel 1981, in coppia con la connazionale Nanette Schutte. Nei tornei del Grande Slam ha ottenuto il suo miglior risultato raggiungendo le semifinali di doppio misto agli Australian Open nel 1988, in coppia con lo statunitense Marty Davis.
In Fed Cup ha disputato un totale di 31 partite, ottenendo 18 vittorie e 13 sconfitte.

## Statistiche

### Doppio

#### Vittorie (1)
| Numero | Anno            | Torneo                | Superficie | Compagna        | Avversarie in finale           | Punteggio |
| 1.     | 18 ottobre 1981 | Borden Classic, Kyoto | Cemento    | Nanette Schutte | Elizabeth Sayers Kim Steinmetz | 6-2, 6-4  |